# ماکروک
مکروک (به تایلندی: หมากรุก؛ [màːk rúk]) یا شطرنج تایلندی، یک بازی تخته استراتژی است که از بازی هندی قرن ششم چاتورانگا یا یکی از بستگان نزدیک آن گرفته شده است. بنابراین مربوط به شطرنج است. این بخشی از خانواده انواع شطرنج است. گمان می‌رود که کلمه «روک» (به تایلندی: รุก) در تایلندی از "رخ" به معنای ارابه در زبان فارسی گرفته شده باشد (و همچنین ریشه رایج نام یک رخ در شطرنج غربی است). تاجران ایرانی در حدود قرن چهاردهم به پادشاهی آیوتایا آمدند تا فرهنگ خود را گسترش دهند و با پادشاهی تایلند تجارت کنند. بنابراین ممکن است مکروک سیامی به شکل امروزی خود مستقیماً از بازی ایرانی شطرنج از طریق تبادل فرهنگی بین دو ملت در این دوره گرفته شده باشد.این به این دلیل است که حرکت وزیر مکروک یا «دانه» (تایلندی: เม็ด) اساساً همان فرز در شطرنج است.

## منبع
https://en.wikipedia.org/wiki/Makruk